# هيرويوكي اسادا
هيرويوكي اسادا (باليابانية: 浅田弘幸؛ بالكانا: あさだ ひろゆき) هو رسام توضيحي ومانغاكا ياباني، ولد في 15 فبراير 1968 في يوكوهاما في اليابان.

## روابط خارجية
- هيرويوكي اسادا على موقع ميوزك برينز (الإنجليزية)
- هيرويوكي اسادا على موقع ANN person (الإنجليزية)